# 班布斯山
31°36′24″S 26°07′12″E / 31.60667°S 26.12000°E

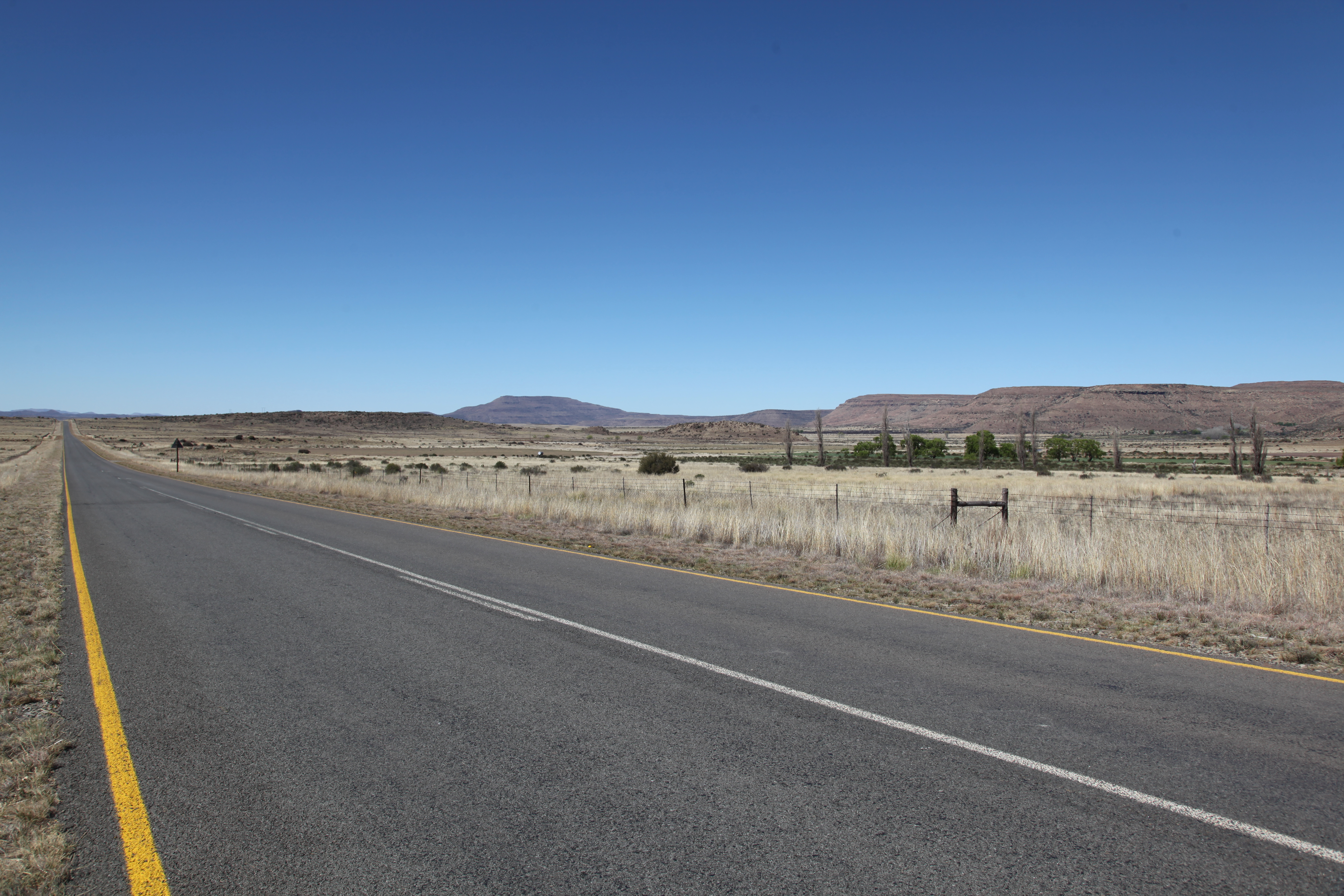

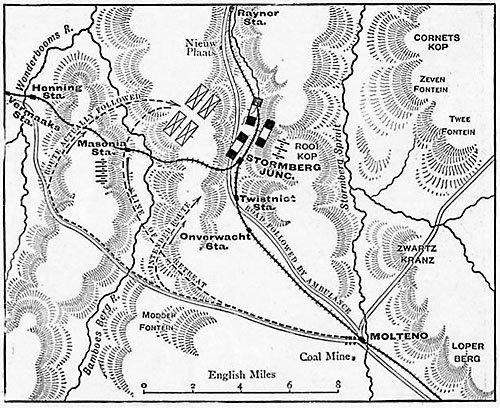

班布斯山是南非的山脈，位於該國東南部東開普省，屬於斯托姆山的一部分，最高點海拔高度2,208米，山體由火成岩和砂岩組成。